# Луїджі Гаспаротто
Луїджі Гаспаротто (італ. Luigi Gasparotto; 31 травня 1873, Сачіле, провінція Порденоне, Фріулі-Венеція-Джулія — 29 червня 1954, Кантелло, провінція Варесе, Ломбардія) — італійський юрист і політик.

## Біографія
Народився у місті Сачілі. Батько — учасник Рісорджименто в рядах гарібальдійців, дрібний земельний власник Леопольдо Гаспаротто (1844—1907), мати — Клементіна Чотті (Clementina Ciotti). Навчався в ліцеї в Пармі, потім у Болоньї та Тревізо, пізніше вступив на юридичний факультет Падуанського університету і закінчив його 25 липня 1897.
Займався юридичною практикою в Мілані, в 1913 був обраний до Палати депутатів, брав участь у Першій світовій війні як піхотний офіцер, нагороджений трьома срібними медалями. У 1919 році переобраний до Палати депутатів, у 1921 році став заступником голови Палати, та військовим міністром в уряді Іваное Бономі. У 1924 році після вбивства фашистами Джакомо Маттеотті став одним із 12 депутатів, які голосували проти фашистських надзвичайних законів.
Згодом емігрував, після падіння режиму Муссоліні 1943 року негайно повернувся, намагався організувати робочу оборону Мілана, але після встановлення Італійської соціальної республіки поїхав до Швейцарії. У 1944 році повернувся до звільненої Італії і став одним із засновників Демократичної партії праці.
З 25 вересня 1945 по 24 червня 1946 року перебував у Національній раді, перехідному парламенті, з 25 червня 1946 по 31 січня 1948 був депутатом Установчих зборів, де з 12 липня 1946 перебував у фракції Демократичної партії праці.
З 14 січня до 19 червня 1945 року був міністром авіації у другому уряді Бономи, з 10 грудня 1945 по 1 липня 1946 року — міністром повоєнної допомоги у першому уряді Де Гаспері. З 14 лютого до 31 травня 1947 року був першим історія Італійської Республіки міністром оборони (третій уряд Де Гаспери).
В 1948 призначений в Сенат Італійської Республіки першого скликання, в 1949 голосував за приєднання Італії до Атлантичного пакту. З 1946 по 1953 рік входив до керівництва Міланського ярмарку, також є автором історичних та автобіографічних романів, з яких найбільш відомі Diario di un fante («Щоденник одного піхотинця», 1919) та Diario di un deputato («Щоденник одного депутата», 1945).
Помер у своєму заміському будинку Рокколо ді Кантелло (провінція Варесе, Ломбардія).